# Ren Hayakawa
Ren Hayakawa (n. 24 august 1987, Anyang, Coreea de Sud) este o arcașă ce a reprezentat Japonia, medaliată olimpică. A participat la 2 ediții ale Jocurilor Olimpice (2012, 2020) în care a câștigat o medalie de bronz.